# Tiholmane
Les Tiholmane (en français : les dix îlots) sont un archipel inhabité de Norvège, dans le Sud-Est du Svalbard, à 32 km au sud d'Edgeøya. L'archipel fait partie des Tusenøyane.

## Géographie
L'archipel est formé de dix îles : 
- Hornøya : l'île la plus au nord de l'archipel.
- Kvitnosa
- Avleggjaren : l'île la plus à l'ouest et la seule de l'archipel à avoir une altitude répertoriée[1].
- Lurøya : la plus grande des îles de l'archipel (environ 1 km²).
- Kalvøya
- Langåra, les îlots Sperra et Bommen plus deux rochers non nommés.
- Sletteøya : l'île la plus à l'est, située à environ 3 km des autres îles; à proximité des Schareholmane. Elle compte 4 îlots non nommés.
- Rullesteinøya et l'îlot Proppen.
- Røysholmen
- Rugla : l'île la plus au sud de l'archipel.

L'archipel des Menkeøyane se trouve à environ 12 km au nord, l'archipel des Schareholmane à 5 km à l'est, l'archipel des Kulstadholmane à 10 km au sud. Le Spitzberg est à environ 115 km à l'ouest.